# Sociedade Esportiva e Recreativa Chapadão
La Sociedade Esportiva e Recreativa Chapadão, també anomenada  SERC, és un club de futbol brasiler de la ciutat de Chapadão do Sul a l'estat de Mato Grosso do Sul.

## Història
El club va néixer l'any 1981. Participà en la Tercera Divisió brasilera els anys 2003 i 2004. També fou campió estatal de Primera Divisió els anys 1995 i 2003.

## Palmarès
- Campionat sul-matogrossense:
  - 1995, 2003